# The Oval (Fernsehserie)
The Oval ist eine US-amerikanische Serie, die von Tyler Perry kreiert, produziert, geschrieben und inszeniert wurde und am 23. Oktober 2019 auf BET+ Premiere hatte. Am 27. April 2020 verlängerte BET die Serie für eine zweite Staffel und die Produktion begann am 4. August 2020. Die zweite Staffel feierte am 16. Februar 2021 Premiere. Am 23. Februar 2021 verlängerte BET die Serie für eine dritte Staffel.

## Handlung
Die Serie erzählt die Geschichte eines Präsidenten, der frisch in das Weiße Haus eingezogen ist.

## Episoden
Bisher sind 30 Folgen erschienen, 25 in der ersten Staffel und 5 von 22 in der zweiten Staffel. 

## Besetzung
- Regisseur: Tyler Perry
- Autor: Tyler Perry

- Brad Benedict: Kyle Flint
- Bill Barrett: Max Carter
- Daniel Croix: Jason Franklin
- Ed Quinn: Hunter Franklin
- Kron Moore: Victoria Franklin
- Ptosha Storey: Nancy Hallsen
- Vaughn W. Hebron: Barry Hallsen
- Teesha Renee: Sharon Welles
- Javon Johnson: Richard Hallsen
- Lodric D. Collins: Donald Winthrop
- Ciera Payton: Lilly Winthrop
- Walter Fauntleroy: Sam Owen
- Travis Cure: Bobby
- Taja V. Simpson: Priscilla Owens
- Matthew Law: Kareem Richardson